# قرن چینی
قرن چینی (انگلیسی: Chinese Century) یک نئولوژیسم است که نشان می‌دهد قرن بیست و یکم ممکن است از نظر ژئواکونومیک یا ژئوپلیتیک با کنار زدن جهان تک قطبی آمریکایی (ایالات متحده آمریکا)‌، تحت تسلط جمهوری خلق چین باشد، مشابه آنچه که در گذشته اتفاق افتاده مانند «قرن‌های بریتانیایی» که به قرن هجدهم اشاره دارد و قرن آمریکا. این عبارت به ویژه در ارتباط با این پیش‌بینی استفاده می‌شود که اقتصاد چین ممکن است از اقتصاد ایالات متحده پیشی بگیرد و بزرگ‌ترین اقتصاد جهان باشد. اصطلاح مشابه ظهور چین است که ممکن است با اتفاقات و مشکلات درونی و بیرونی چین با مشکلات اساسی روبرو باشد.

طبق گفته پژوهشگران،با وجود مشکلات عمیق در چین ممکن است این کشور هیچ وقت نتواند به اهداف خود برسد.

چین ابتکار یک کمربند و یک راه را ایجاد کرد که به گفته برخی از تحلیلگران تلاشی ژئواستراتژیک برای ایفای نقشی بزرگتر در امور جهانی بوده و ممکن است هژمونی آمریکا پس از جنگ را تهدید کند. همچنین استدلال شده‌است که چین بانک سرمایه‌گذاری زیرساخت آسیا و بانک توسعه جدید را برای رقابت با بانک جهانی و صندوق بین‌المللی پول در تامین مالی توسعه تأسیس کرده‌است. در سال ۲۰۱۵، چین برنامه استراتژیک ساخت چین ۲۰۲۵ را برای توسعه بیشتر بخش تولید خود راه اندازی کرد. بحث‌هایی در مورد میزان اثربخشی و عملی بودن این برنامه‌ها که آیا قابلیت عملیاتی شدن در سطح جهان را برای ارتقای جایگاه جهانی چین دارد یا خیر.
بر اساس گزارش اکونومیست، بر اساس برابری قدرت خرید (PPP)، اقتصاد چین در سال ۲۰۱۳ به بزرگ‌ترین اقتصاد جهان تبدیل شد. بر اساس نرخ ارز خارجی، برخی برآوردها در سال ۲۰۲۰ و اوایل سال ۲۰۲۱ می‌گویند که در صورت تقویت بیشتر پول چین، چین می‌تواند در سال ۲۰۲۸، یا ۲۰۲۶ از ایالات متحده پیشی بگیرد (بسیاری از پیش بینی‌های گفته شده هنوز بعد از گذشت تاریخ‌های مربوط به آنها اتفاق نیفتاده) از ژوئیه ۲۰۲۱، تحلیلگران بلومبرگ LP تخمین زدند که چین ممکن است در دهه ۲۰۳۰ از ایالات متحده پیشی بگیرد و به بزرگترین اقتصاد جهان تبدیل شود یا هرگز نتواند به چنین هدفی برسد. برخی از محققان معتقدند که رشد چین به اوج خود رسیده‌است و ممکن است رکود یا افولی قریب الوقوع به دنبال داشته باشد.

### بحث‌ها و عوامل مرتبط باافول چین

تولید ناخالص داخلی (دلار فعلی آمریکا) - ایالات متحده، چین (بر حسب تریلیون دلار آمریکا، ۱۹۶۰–۲۰۱۹)

تولید ناخالص داخلی سرانه - ایالات متحده، چین (۱۹۶۰–۲۰۱۹)

اقتصاد چین در قرن شانزدهم، هفدهم و اوایل قرن نوزدهم تخمین زده می‌شد که بزرگ‌ترین اقتصاد باشد. جوزف استیگلیتز گفت که «قرن چینی» در سال ۲۰۱۴ آغاز است. اکونومیست با استناد به تولید ناخالص داخلی چین از سال ۲۰۱۳، در صورتی که بر مبنای برابری قدرت خرید محاسبه شود، استدلال کرده‌است که «قرن چین به خوبی در راه است».
در نوامبر سال ۲۰۲۰، چین شراکت اقتصادی جامع منطقه ای را به عنوان یک توافق تجارت آزاد بر خلاف شراکت ترانس پاسیفیک امضا کرد. این معامله توسط برخی از تحلیلگران و مفسران به عنوان یک «پیروزی بزرگ» برای چین در نظر گرفته شده‌است، اگرچه نشان داده شده‌است که بدون مشارکت هند تنها ۰٫۰۸٪ به تولید ناخالص داخلی کشور چین تاسال ۲۰۳۰ اضافه می‌کند.
رایان هاس، کارشناس ارشد سیاست خارجی در موسسه بروکینگز، گفت که بسیاری از روایت‌های چین که به صورت " در آستانه سبقت گرفتن از ایالات متحده متزلزل" توسط رسانه‌های وابسته به دولت چین تبلیغ می‌شود افزود: سیستم‌های "اقتدارگرایانه" در نشان دادن نقاط قوت و پنهان کردن نقاط ضعف خود عالی هستند." متیو کرونیگ، دانشمند علوم سیاسی، گفت: «طرح‌هایی که اغلب به عنوان شواهدی از چشم انداز دوراندیشی چین ذکر می‌شود، ابتکار کمربند و جاده و ساخت چین ۲۰۲۵، تنها در سال‌های ۲۰۱۳ و ۲۰۱۵ توسط شی اعلام شد. هر دو بسیار جدیدتر از آن هستند که به عنوان نمونه‌های درخشانی از برنامه ریزی استراتژیک موفق و بلند مدت تجلیل شوند.»
بسته به مفروضات مختلف سناریوها، تخمین زده شده‌است که چین یا از ایالات متحده پیشی می‌گیرد و در دهه ۲۰۳۰ به بزرگ‌ترین اقتصاد جهان تبدیل می‌شود یا هرگز نمی‌تواند این کار را انجام دهد.

## روابط بین‌المللی
در سال ۲۰۱۱، مایکل بکلی، پژوهشگر مدرسه کندی هاروارد، مجله خود را به نام قرن چین؟ منتشر کرد چرا لبه آمریکا دوام خواهد آورد؟که رد می‌کند که ایالات متحده نسبت به چین در حال افول است. بکلی استدلال می‌کند که قدرت ایالات متحده بادوام است و " تک قطبی " و جهانی شدن دلایل اصلی آن هستند. او می‌گوید: «ایالات متحده از موقعیت برتر خود مزیت‌های رقابتی می‌گیرد و جهانی‌سازی به آن اجازه می‌دهد از این مزیت‌ها بهره‌برداری کند، فعالیت‌های اقتصادی را جذب کند و نظام بین‌المللی را به نفع خود دستکاری کند.»
بکلی معتقد است که اگر ایالات متحده در حال افول نهایی بود، سیاست‌های اقتصادی نومرکانتیلیستی را اتخاذ می‌کرد و از تعهدات نظامی در آسیا کنار می‌رفت. با این حال، اگر ایالات متحده در حال افول نیست و اگر جهانی شدن و هژمونی دلیل اصلی آن است، پس ایالات متحده باید برعکس عمل کند: باید با حفظ یک سیاست اقتصادی بین‌المللی لیبرال، رشد چین را مهار کند و چین را تحت سلطه خود درآورد همراه با سیاست‌های جاه طلبی با حفظ حضور سیاسی و نظامی قوی تر در آسیا." بکلی معتقد است که ایالات متحده از هژمونی موجود سود می‌برد - ایالات متحده نظم بین‌المللی را به نفع خود در سال ۱۹۹۰ واژگون نکرد، بلکه نظم موجود پیرامون آن فروپاشید.
آکادمیک رزماری فوت می‌نویسد که ظهور چین منجر به برخی مذاکرات مجدد دربارهٔ هژمونی ایالات متحده در منطقه آسیا-اقیانوسیه شده‌است، اما ناهماهنگی بین جاه طلبی‌های اعلام شده چین و اقدامات سیاستی، اشکال مختلف مقاومت را برانگیخته است که هژمونی ایالات متحده را تنها تا حدی به چالش می‌کشد. در همین حال، سی راجا موهان مشاهده می‌کند که «بسیاری از همسایگان چین به‌طور پیوسته به سمت بی‌طرفی بین پکن و واشینگتن یا به سادگی پذیرفتن تحت تسلط همسایه غول خود هستند.» با این حال، او همچنین خاطرنشان می‌کند که استرالیا، هند و ژاپن به راحتی پکن را به چالش کشیده‌اند. ریچارد حیدریان پیشنهاد می‌کند که «نقاط قوت آمریکا در برابر چین، شبکه گسترده و به‌طور شگفت‌انگیزی بادوام از شرکای منطقه‌ای آن است، به‌ویژه با قدرت‌های متوسط ژاپن، استرالیا و، به‌طور فزاینده‌ای هند، که نگرانی‌های مشترک، هر چند نه یکسان، نسبت به قاطعیت فزاینده چین دارند».
در بحبوحه نگرانی‌های جهانی مبنی بر اینکه نفوذ اقتصادی چین شامل اهرم‌های سیاسی نیز می‌شود، شی جین‌پینگ، رهبر چین اظهار داشت: «هرچقدر هم که چین توسعه یابد، هرگز به دنبال هژمونی نخواهد بود». شی جین پینگ، رهبر چین در چندین اجلاس بین‌المللی، یکی از آن‌ها مجمع جهانی اقتصاد در ژانویه ۲۰۲۱، ترجیح خود را برای چندجانبه گرایی و همکاری بین‌المللی اعلام کرد. با این حال، استفان والت، دانشمند علوم سیاسی، پیام عمومی را در مقابل تهدید چین از کشورهای همسایه قرار می‌دهد. استفان والت پیشنهاد می‌کند که ایالات متحده «باید شی جینپینگ ترجیحات اعلام شده اش برای تعامل چندجانبه را بپذیرد و از مجموعه گسترده‌تر متحدان و شرکای آمریکا برای پیگیری نتایج مطلوب در مجامع مختلف چندجانبه استفاده کند.» اگرچه او امکان همکاری دوجانبه سودمند را تشویق می‌کند، اما استدلال می‌کند که «رقابت بین دو قدرت بزرگ تا حد قابل توجهی در ساختار نوظهور سیستم بین‌المللی است.» به گفته لی کوان یو، نخست‌وزیر سابق سنگاپور، چین «[در ابتدا] می‌خواهد این قرن را به عنوان همتای آمریکا با ایالات متحده به اشتراک بگذارد»، اما در نهایت «نیت خواهد داشت که بزرگ‌ترین قدرت جهان باشد».
لی یو و سوفیا سویی در ژورنال آسیا اروپا نوشتند که شراکت استراتژیک چین و روسیه "نیت استراتژیک چین را برای تقویت قدرت "سخت" خود به منظور ارتقای جایگاه خود در سطح سیستمی (جهانی) نشان می‌دهد.
در سال ۲۰۱۸، Xiangming Chen نوشت که چین به‌طور بالقوه در حال ایجاد یک بازی بزرگ جدید است که در مقایسه با بازی بزرگ اصلی به سمت رقابت ژئواکونومیک سوق داده‌است. او پیشنهاد کرد که در نهایت ابتکار یک کمربند و یک راه می‌تواند «رابطه چین و آسیای مرکزی را به یک رابطه ارباب رعیتی تبدیل کند که مشخصه آن سرمایه‌گذاری فرامرزی توسط چین برای امنیت مرزی و ثبات سیاسی است».

## زوال و چالش‌های جمعیتی چین

تخمین‌های تاریخی جمعیت، همراه با جمعیت پیش‌بینی شده تا ۲۱۰۰ بر اساس سناریوی متغیر متوسط سازمان ملل برای ۳ کشور برتر با بیشترین جمعیت فعلی: چین، هند و ایالات متحده

پیش‌بینی بانک جهانی از جمعیت در سن کار چین تا سال ۲۰۵۰

ظهور چین به عنوان یک قدرت اقتصادی جهانی به جمعیت بزرگ و شاغل آن گره خورده‌است. با این حال، جمعیت چین تقریباً سریعتر از هر کشور دیگری در تاریخ در حال پیر شدن است و دچار زوال جمعیتی شده‌است. در سال ۲۰۵۰، نسبت چینی‌های بالای سن بازنشستگی به ۳۹ درصد از کل جمعیت خواهد رسید. چین در مراحل اولیه توسعه خود نسبت به سایر کشورها به سرعت در حال پیر شدن است. روندهای جمعیتی فعلی می‌تواند مانع رشد اقتصادی شود، مشکلات اجتماعی چالش‌برانگیزی ایجاد کند و توانایی‌های چین را برای عمل به عنوان یک هژمونی جدید جهانی را به شدت محدود کند.
برندان آوریلی، کارشناس مهمان در سرویس‌های اطلاعاتی ژئوپلیتیک، نوشت: «سناریوی تاریک کاهش جمعیتی که باعث ایجاد یک حلقه بازخورد منفی از بحران اقتصادی، بی‌ثباتی سیاسی، مهاجرت و کاهش بیشتر باروری می‌شود، برای چین بسیار واقعی است». نیکلاس ابرشتات، اقتصاددان و کارشناس جمعیت‌شناسی در مؤسسه امریکن اینترپرایز، گفت که روندهای جمعیتی کنونی بر اقتصاد و جایگاه ژئوپلیتیکی چین چیره خواهد شد و رشد آن را بسیار نامطمئن تر و کندتر خواهد کرد. وی گفت: دوران رشد اقتصادی قهرمانانه جمهوری خلق چین به پایان رسیده‌است.
رایان هاس در بروکینگز گفت که «جمعیت در سن کار چین در حال کاهش است؛ تا سال ۲۰۵۰، چین از هشت کارگر به ازای هر بازنشسته در حال حاضر به دو کارگر به ازای هر بازنشسته خواهد رسید. علاوه بر این، در حال حاضر بیشتر دستاوردهای بهره‌وری بزرگی را که با تحصیل بیشتر جمعیت و شهرنشینی و پذیرش فناوری‌ها برای کارآمدتر ساختن تولید حاصل می‌شود، از بین برده‌است.»
به گفته اسکات روزل، اقتصاددان آمریکایی و ناتالی هل، محقق، «چین بسیار شبیه مکزیک یا ترکیه دهه ۱۹۸۰ است. هیچ کشوری تا به حال به وضعیت درآمد بالا با نرخ دستیابی به دبیرستان زیر ۵۰ درصد نرسیده‌است. با نرخ دستیابی به دبیرستان در چین که ۳۰ درصد است، این کشور ممکن است با مشکل جدی در آینده مواجه شود. آنها هشدار می‌دهند که چین به دلیل شکاف شهری روستایی در آموزش و بیکاری ساختاری در خطر افتادن در دام درآمد متوسط است. اقتصاددانان مارتین چورزمپا و تیانلی هوانگ از مؤسسه پترسون با این ارزیابی موافق هستند و می‌افزایند که «چین برای مدت طولانی توسعه روستایی را نادیده گرفته‌است» و باید در منابع آموزشی و بهداشتی جوامع روستایی خود سرمایه‌گذاری کند تا بحران سرمایه انسانی جاری را حل کند.

## رشد اقتصادی و بدهی

سهم چین از صادرات جهانی (۱۹۹۰–۲۰۱۹)

جمهوری خلق چین تنها اقتصاد بزرگی بود که در سال ۲۰۲۰، در طول همه‌گیری کووید-۱۹، رشد را گزارش کرد. اقتصاد چین ۲٫۳ درصد رشد کرد در حالی که انتظار می‌رود اقتصاد ایالات متحده و منطقه یورو به ترتیب ۳٫۶ درصد و ۷٫۴ درصد کوچک شوند. سهم چین از تولید ناخالص داخلی جهانی به ۱۶٫۸٪ افزایش یافت، در حالی که اقتصاد ایالات متحده ۲۲٫۲٪ از تولید ناخالص داخلی جهانی را در سال ۲۰۲۰ تشکیل می‌داد با این حال، طبق گزارش صندوق بین‌المللی پول ' سال ۲۰۲۱ در مورد چشم‌انداز اقتصاد جهانی، انتظار می‌رود تا پایان سال ۲۰۲۴ اقتصاد چین کوچک‌تر از آنچه قبلاً پیش‌بینی شده بود خواهد شد، در حالی که اقتصاد ایالات متحده بزرگ‌تر شود و این به معنای افول رشد اقتصادی چین خواهد شد. پیش‌بینی می‌شود که پیشتازی ایالات متحده حداقل برای چند فصل ادامه یابد، در سال ۲۰۲۲ برای اولین دوره پایدار از سال ۱۹۹۰ سرعت رشد اقتصادی ایالات متحده از چین پیشی گرفت.
افزایش وام‌دهی چین در درجه اول ناشی از تمایل این کشور برای افزایش هرچه سریع‌تر رشد اقتصادی بوده‌است. عملکرد مقامات دولت محلی برای چندین دهه تقریباً به‌طور کامل بر اساس توانایی آنها در تولید رشد اقتصادی ارزیابی شده‌است. آماندا لی در ساوت چاینا مورنینگ پست گزارش می‌دهد که "با کاهش رشد چین، نگرانی‌های فزاینده ای وجود دارد که بسیاری از این بدهی‌ها در معرض خطر نکول قرار دارند، که می‌تواند باعث ایجاد یک بحران سیستماتیک در سیستم مالی تحت سلطه دولت چین شود مانند بحران اورگراند."
دیانا چویلوا از Enodo Economics پیش‌بینی می‌کند که نسبت بدهی چین به زودی از ژاپن در اوج بحران پیشی می‌گیرد. چویلوا استدلال می‌کند: «برای شواهدی وجود دارد مبنی بر اینکه پکن متوجه شده‌است در بدهی غرق شده‌است و به یک وسیله نجات نیاز دارد، به اقدامات دولت نگاه نکنید. در نهایت در حال تزریق درجه‌ای از نظم قیمت‌گذاری به بازار اوراق قرضه شرکتی است و به‌طور فعال سرمایه‌گذاران خارجی را تشویق می‌کند تا به تأمین مالی کاهش انبوهی از بدهی‌های بد کمک کنند.»
نسبت بدهی به تولید ناخالص داخلی چین از ۱۷۸ درصد در سه‌ماهه اول ۲۰۱۰ به ۲۷۵ درصد در سه‌ماهه اول سال ۲۰۲۰ افزایش یافت نسبت بدهی به تولید ناخالص داخلی چین در سه‌ماهه دوم و سوم سال ۲۰۲۰ به ۳۳۵ درصد رسید که در مقایسه با ایالات متده رقم بسیار بالاتری است. رایان هاس در بروکینگز گفت: «چین در حال کمبود مکان‌های مولد برای سرمایه‌گذاری در زیرساخت‌ها است و افزایش سطح بدهی مسیر رشد آن را پیچیده‌تر خواهد کرد».
دولت جمهوری خلق چین مرتباً ارقام تولید ناخالص داخلی خود را اغلب تا پایان سال بازبینی می‌کند. از آنجایی که دولت‌های محلی برای دستیابی به اهداف رشد از پیش تعیین شده با فشار سیاسی مواجه هستند، بسیاری در صحت آمار شک دارند. به گفته چانگ تای هسیه، اقتصاددان در دانشکده بازرگانی غرفه دانشگاه شیکاگو و دانشیار پژوهشی در دفتر ملی تحقیقات اقتصادی، مایکل ژنگ سونگ، استاد اقتصاد در دانشگاه چینی هنگ کنگ و نویسندگان همکار، رشد اقتصادی چین ممکن است بین سال‌های ۲۰۰۸ تا ۲۰۱۶ هر سال ۱٫۷ درصد اغراق‌آمیز شده باشد، به این معنی که دولت ممکن است در سال ۲۰۱۶ ۱۲ تا ۱۶ درصد بزرگ‌نمایی کرده باشد.

## افول چین
برخی از محققان استدلال می‌کنند که ظهور و رشد چین تا سال ۲۰۲۰ پایان یافته‌است به گفته کارشناسان سیاست خارجی مایکل بکلی و هال برندز، چین به عنوان یک قدرت تجدیدنظرطلب، به دلیل «کمبود شدید منابع»، «فروپاشی جمعیتی» و «از دست دادن دسترسی به منابع، زمان کمی برای تغییر وضعیت موجود جهان به نفع خود دارد. جهان استقبال کننده ای که پیشرفت آن را در گذشته امکان‌پذیر کرد، و افزود که «اوج چین» قبلاً رسیده‌است و زوال آن شروع شده‌است.
به گفته اندرو اریکسون از کالج جنگ نیروی دریایی ایالات متحده و گابریل کالینز از مؤسسه بیکر، قدرت چین در حال اوج‌گیری است و "یک دهه از خطر سیستمی را ایجاد می‌کند که به طور فزاینده ای متوجه می‌شود که فقط زمان کوتاهی برای انجام برخی از حیاتی‌ترین و طولانی‌ترین خود دارد.» دیوید فون دره، ستون نویس واشینگتن پست، نوشت که مدیریت افول چین برای غرب دشوارتر از ظهور آن خواهد بود.
به گفته جان مولر در مؤسسه کاتو، ممکن است «نزولی یا حداقل افولی طولانی مدت» برای چین به وجود بیاید. او محیط زیست، فساد، تنش‌های قومی و مذهبی، خصومت چینی‌ها با کسب و کارهای خارجی و توتالیتر شدن حکومت در داخل را از جمله عوامل مؤثر در افول قریب‌الوقوع چین برشمرد.

## چین
- ابتکار کمربند و جاده
- اصلاحات اقتصادی چین
- ظهور صلح آمیز چین
- اقتصاد چین
- فهرست مناطق مورد مناقشه چین

## مقابله با چین
- تیم آبی (سیاست ایالات متحده)
- سیاست مهار چین
- گفتگوی چهارجانبه امنیتی
- ژئواستراتژی در آسیای مرکزی
- مالابار (تمرین دریایی)
- روابط چین و ایالات متحده آمریکا
- روابط هند و ایالات متحده آمریکا
- روابط ژاپن و ایالات متحده آمریکا

## عمومی
- قرن هند
- دوران پس از جنگ سرد
- واگرایی بزرگ
- قدرت بزرگ
- قرن اقیانوس آرام
- نظم نوین جهانی
- ابرقدرت بالقوه
- ۱۰۰ سال آینده: پیش‌بینی برای قرن ۲۱